# Théophile Klem
Théophile Klem, né le 14 août 1849 à Colmar (Haut-Rhin) et mort dans cette même ville le 20 novembre 1923, est un sculpteur sur bois et menuisier-ébéniste d'art sacré français.

## Biographie
Issu d'une famille de sculpteurs, Théophile grandit dans l'atelier de son père Jean-Baptiste puis part faire ses études aux beaux-arts de Vienne, notamment auprès de Friedrich von Schmidt. Il rentre ensuite en France (après un court séjour à Munich) et reprend l'atelier paternel avec son frère ainé Alphonse. Ils fondent ensemble l'entreprise Klem-frères.
En 1871, à la suite de l'annexion de l'Alsace par l'Allemagne, les frères se séparent : Alphonse rejoint la France à Maxéville (Meurthe-et-Moselle), où il meurt en 1899. Théophile choisit de rester à Colmar et il connaît un grand succès dans toute l'Europe. Théophile collabore avec les facteurs d'orgues Joseph Merklin (beau-père de son frère Alphonse) et Martin Rinckenbach, ainsi qu'avec certains des plus grands peintres de l'époque, dont Martin Feuerstein.
Théophile meurt en 1923, inconsolable à la suite de l’incendie qui ravage ses ateliers.

## Œuvres dans les collections publiques
- Colmar, église Saint-Joseph : buffet de l'orgue Weigle.
- Metz, cathédrale Saint-Étienne : stalles, 1903-1923[3].
- Nancy, basilique Saint-Epvre : maître-autel.
- Obernai, église Saints-Pierre-et-Paul : buffet d’orgue.
- Strasbourg, église Saint-Maurice : buffet d’orgue.
- Thann, collégiale Saint-Thiébaut : orgue et tribune.
- Wattwiller, église Saint-Jean-Baptiste : retable en bois polychrome.

## Galerie

Œuvres de Théophile Klem
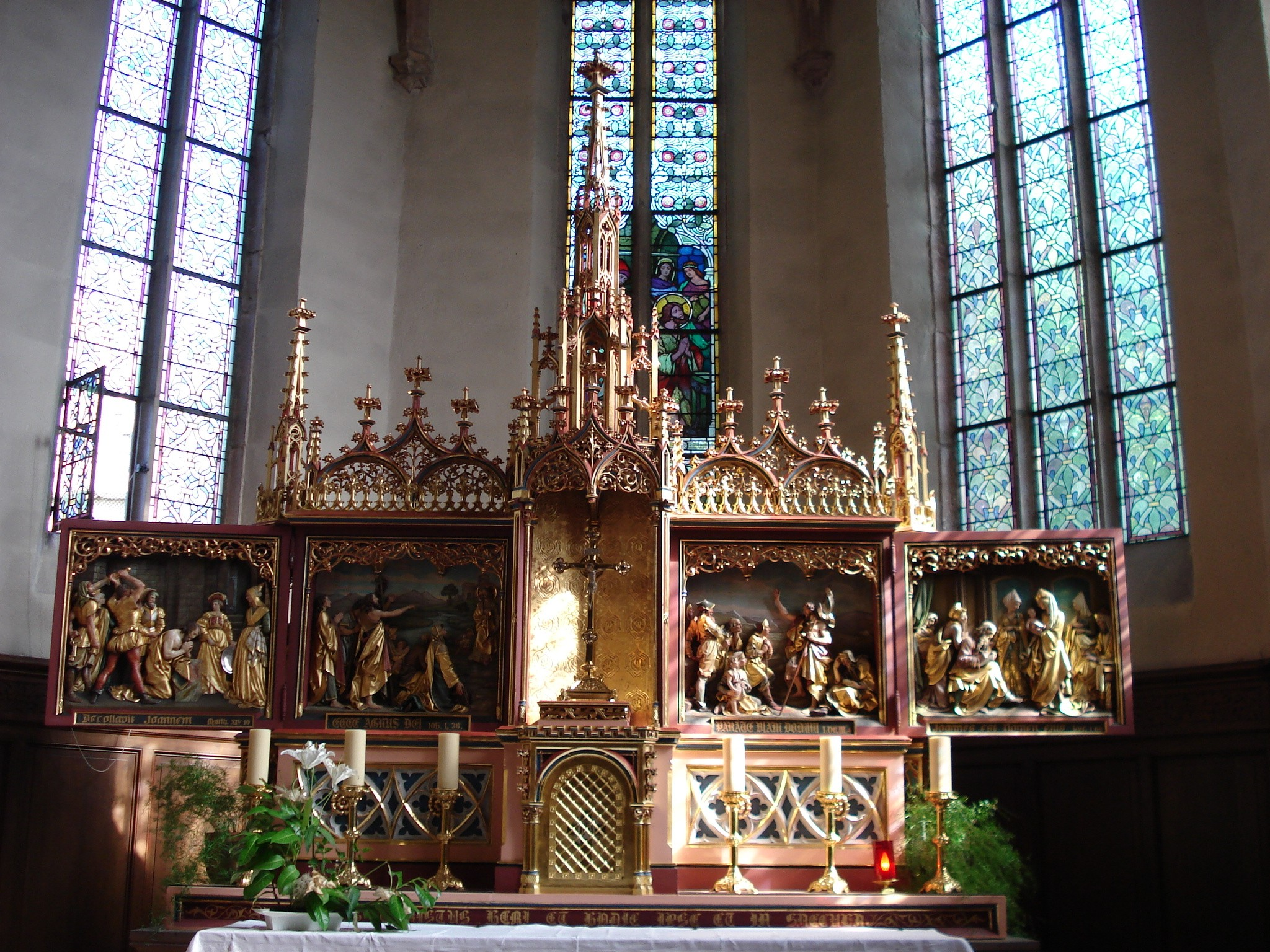
Retable de l’église Saint-Jean-Baptiste de Wattwiller.
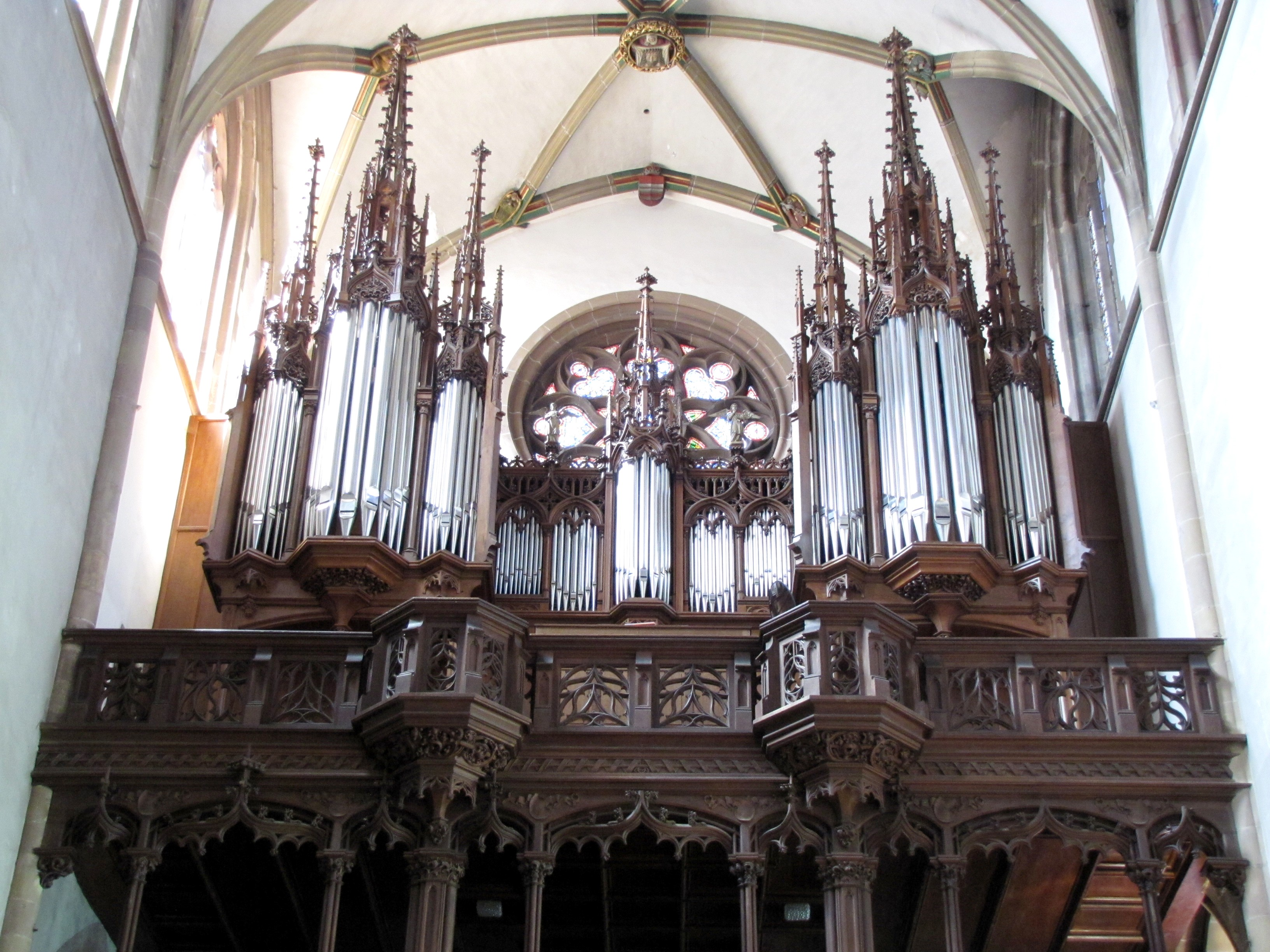
Orgue et tribune de la collégiale Saint-Thiébaut de Thann.
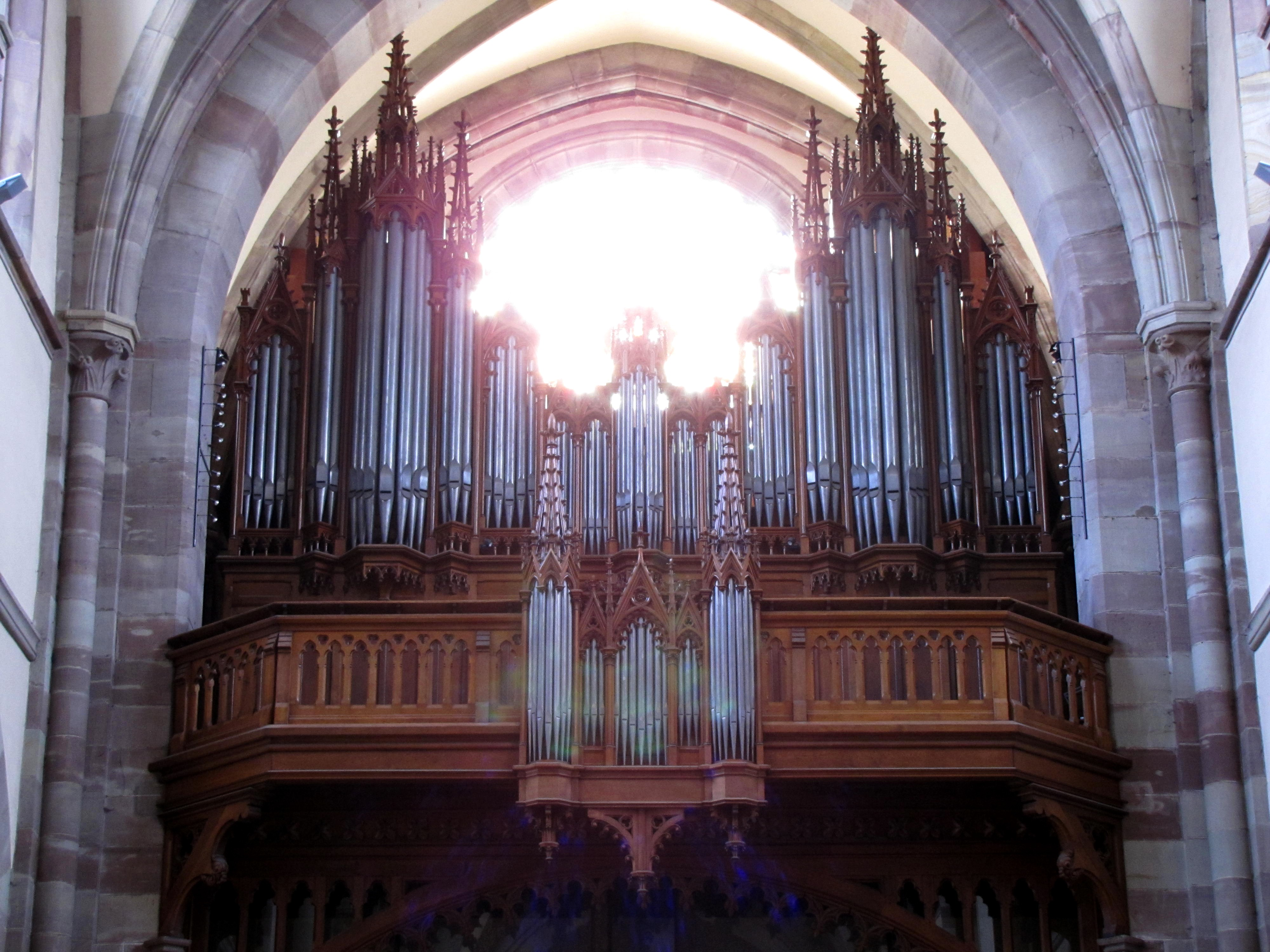
Orgue de l’église Saints-Pierre-et-Paul d’Obernai.